# كارلوس مارتينيز (دبلوماسي)
كارلوس مارتينيز (بالإسبانية: Carlos Martínez de Irujo y McKean)‏ (و. 1802 – 1855 م) هو دبلوماسي، وسياسي إسباني، ولد في واشنطن، كان عضوًا في حزب الوسط، توفي في مدريد، عن عمر يناهز 53 عاماً.

## مناصب
تولى منصب ambassador of Spain to France ‏
.